# 面積法則
面積法則，又稱面積律、面積法。幫助人類突破音障兩個很大的幫手，一個是面积律，另一個則是超臨界翼型（supercritical airfoil）。

截面積分布會決定波阻力大小，與實際形狀關係不大。雖然並非全然相等，但可以看出這裡藍色截面與淺綠色截面的面積差不多。

## 概觀

### 穿音速面积律

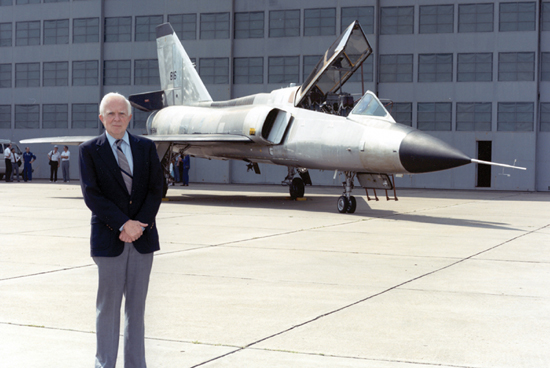
惠特科姆與F106在1991年的合照

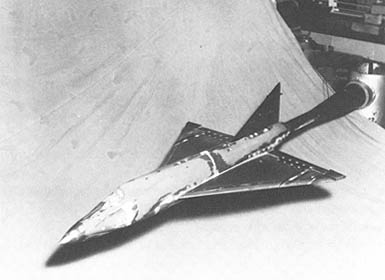
使用面積律的F102模型

二次世界大戰以後，許多飛機開始改成使用噴射發動機作為動力來源，但是它們的速度都在馬赫數1以下，因為它們遇到同樣的問題，就是音障。
即使到了1950年代，美國空軍的YF-102使用三角翼，依然無法突破音障。1951年至1952年，經過多次的實驗以後，NACA蘭利航空實驗室的航空工程師、美国著名空气动力学家理查德·惠特科姆（Richard T.Whitcomb）發現，如果以從機頭至機尾的飛機中心軸（x）來看飛機的截面積（A），在截面積變化曲線越平滑的話（dA/dx越小），產生的穿音速阻力就會越小。惠特科姆將此知識用在YF-102上，使後繼機YF-102A能真正突破馬赫數1，它也是第一架採用穿音速面积律的飛機。早期利用穿音速面积律的飛機有個特色，就是它的機身會像可樂瓶，因為要滿足面积律，增加機翼截面積的部分，就必須在機身減少截面積。因此，F-102有著可樂瓶狀的機身。

### 超音速面积律
由於穿音速面积律的理論基礎有限，1953年美國航空工程師Robert T. Jones提出超音速面积律。這使得面积律的應用範圍從穿音速能夠延伸到超音速。與穿音速面积律不同，超音速面积律的截面是以與馬赫錐面平行的截面積為準。亦可以想成，當馬赫數趨近於1時，馬赫角會趨近90度，而馬赫錐會趨近於平面，剛好與穿音速面积律的截面相同。

## 外部連結
- The Whitcomb Area Rule: NACA Aerodynamics Research and Innovation （页面存档备份，存于）（英文）
- Area Rule（英文）